# لنز الترا واید

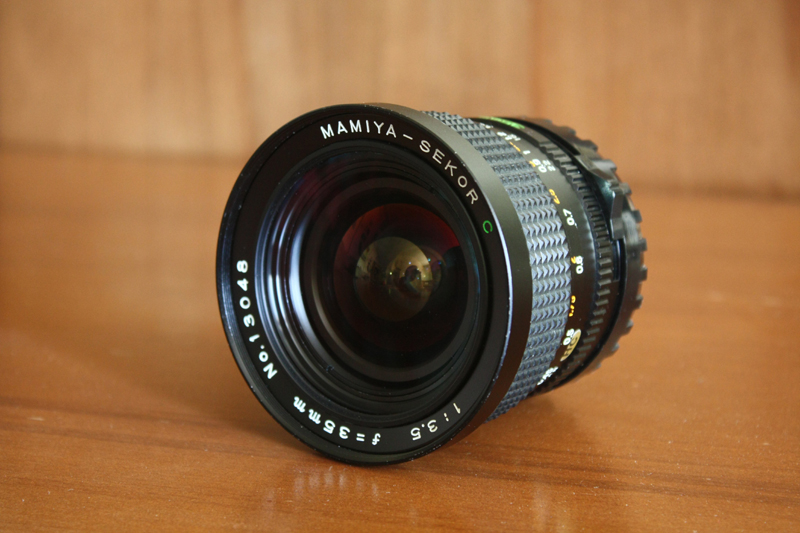
لنز ۳۵ میلیمتری، لنز سوپر واید در سیستم مامیا ۶۴۵.

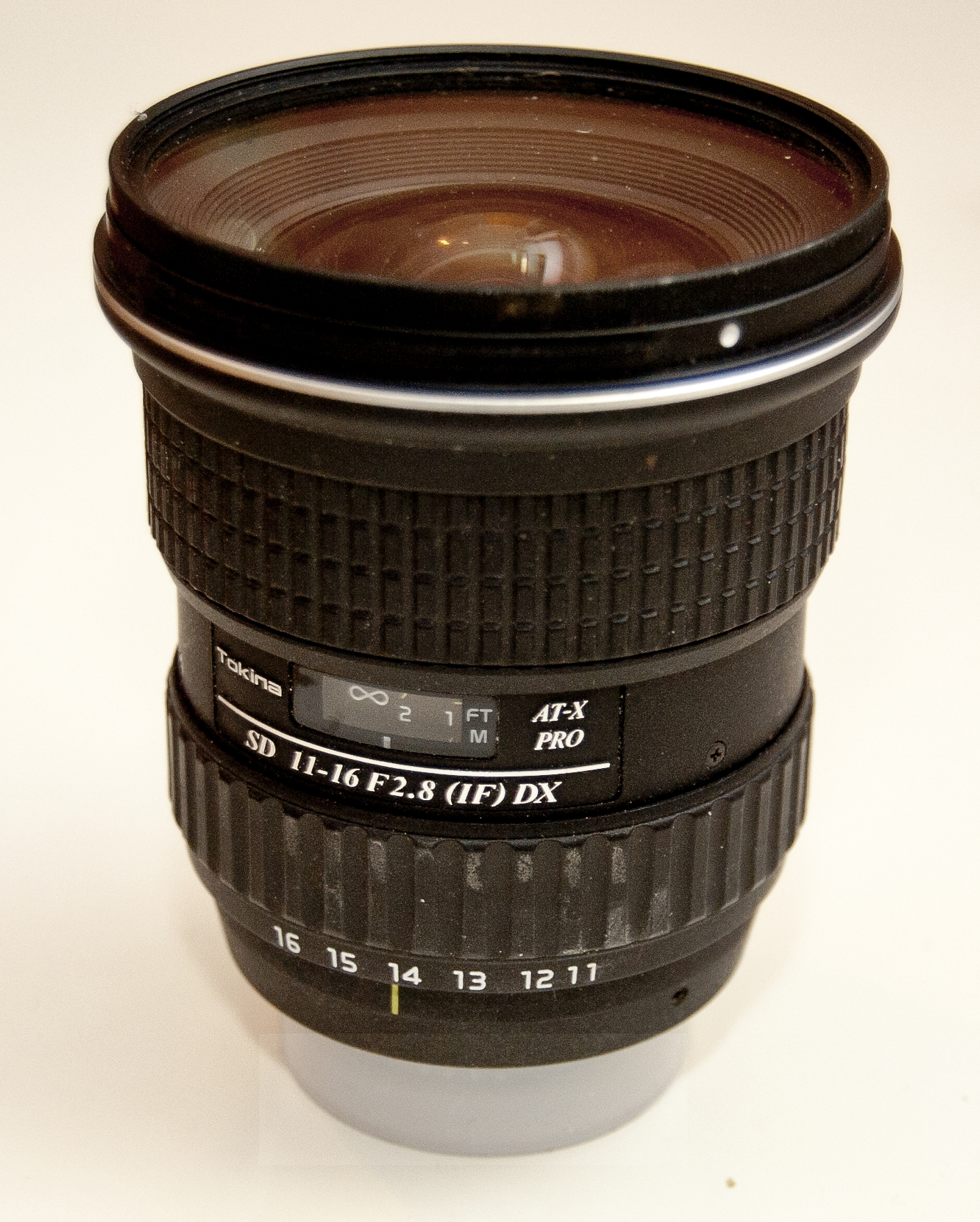
لنز سوپر واید ۱۱ - ۱۶ میلیمتری توکینا.

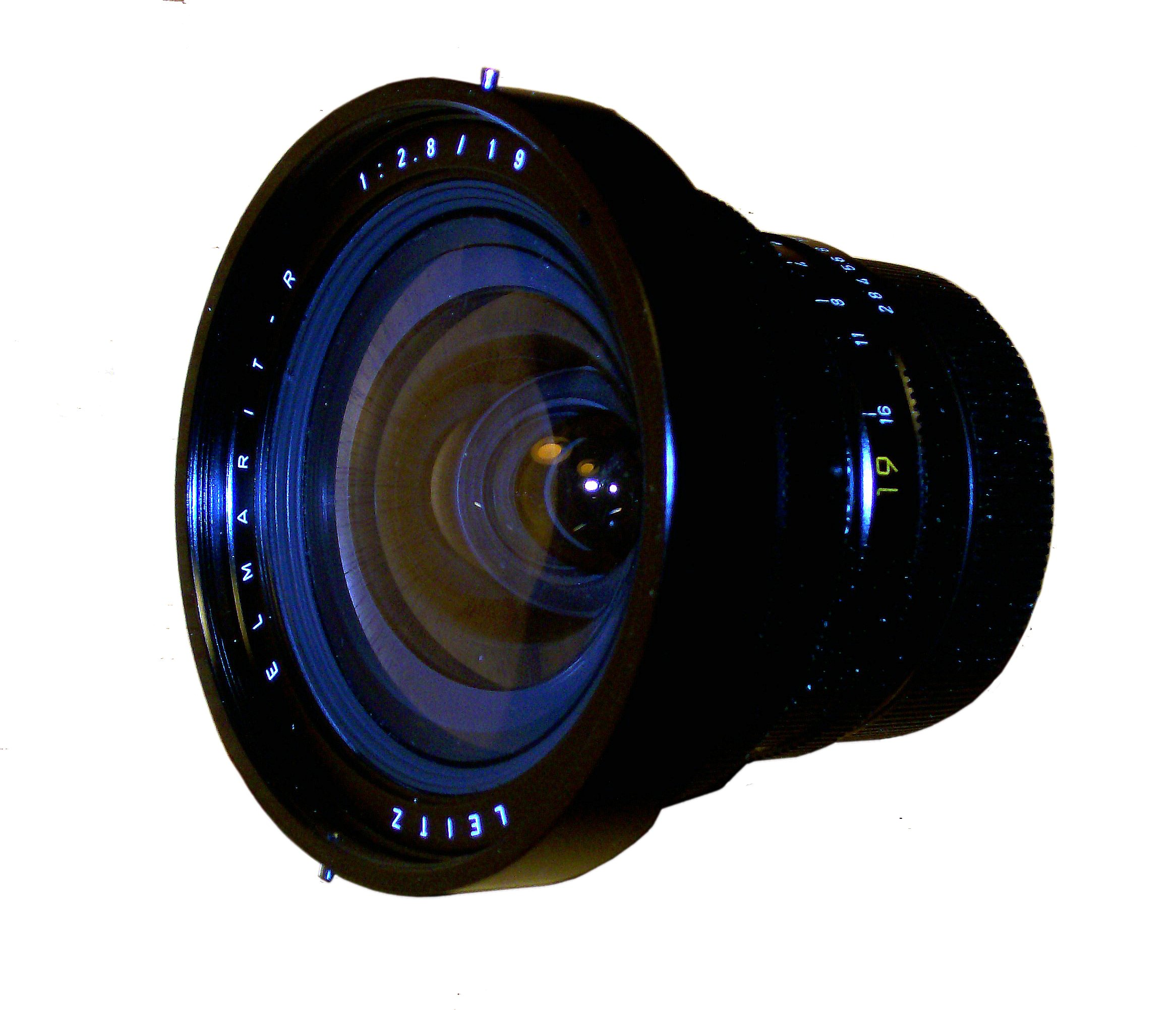

لنز التراواید (به انگلیسی: Ultrawide Lens) به لنزی گفته می‌شود که فاصله کانونی آن از عرض فیلم یا سنسور کوتاه‌تر باشد.
با این اوصاف، اصطلاح لنز سوپر واید نشان دهنده طیف وسیعی از لنزها، نسبت به اندازه سطح حساس عکاسی در دوربین‌های مورد استفاده می‌باشد. یک لنز ۳۵ میلیمتری در یک دوربین قطع کوچک، جزو لنزهای واید، و لنزی با همان فاصله کانونی در یک دوربین قطع متوسط ۶۴۵ جزو لنزهای سوپر واید و در دوربین قطع متوسط ۶۷، جزو لنزهای چشم ماهی است.

## لنز چشم ماهی و لنزهای سوپر واید(بدون اعوجاج خطی)
لنزهایی که دارای زاویه دید فوق العاده گسترده‌ای هستند، دو گونه‌اند: لنزهای چشم ماهی با اعوجاج خطی (به شکل بشکه خمیده) و لنزهایی که اعوجاج خطی ندارند. وجود یا عدم وجود اعوجاج خطی (بشکه‌ای) در یک لنز، فارغ از عدد فاصله کانونی آن، وجه مشخصه لنزهای چشم ماهی و سوپر واید است.

## نگارخانه

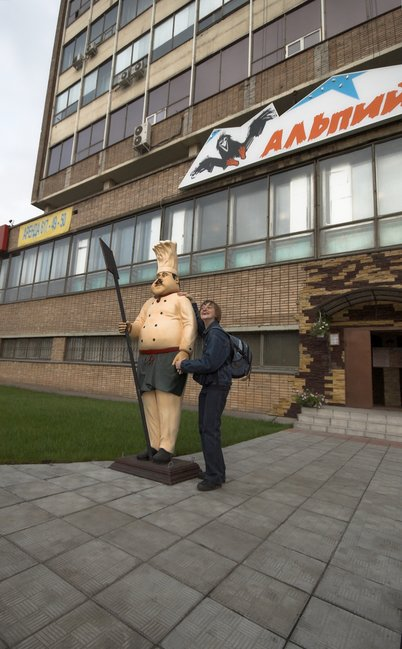
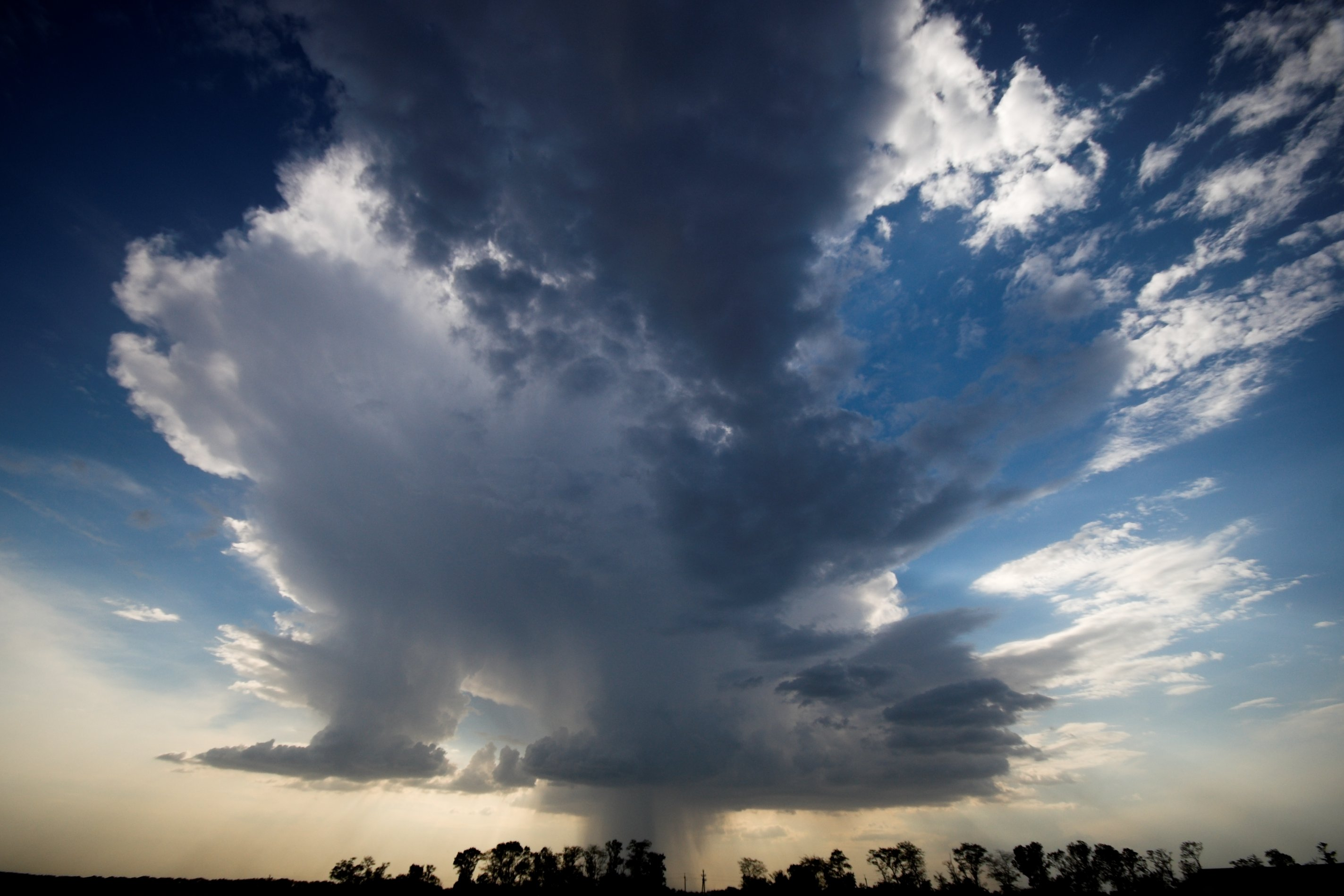
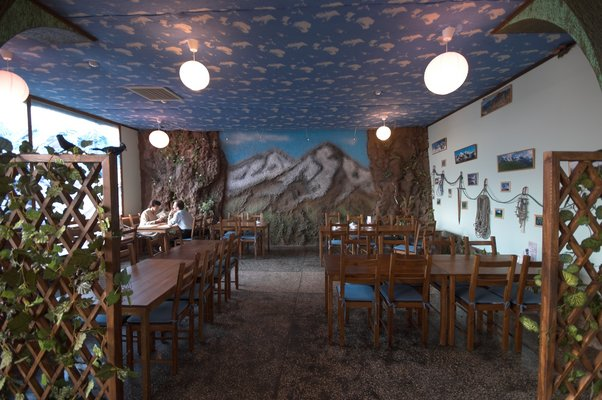
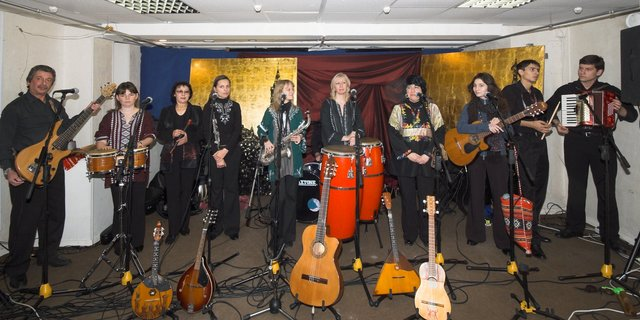
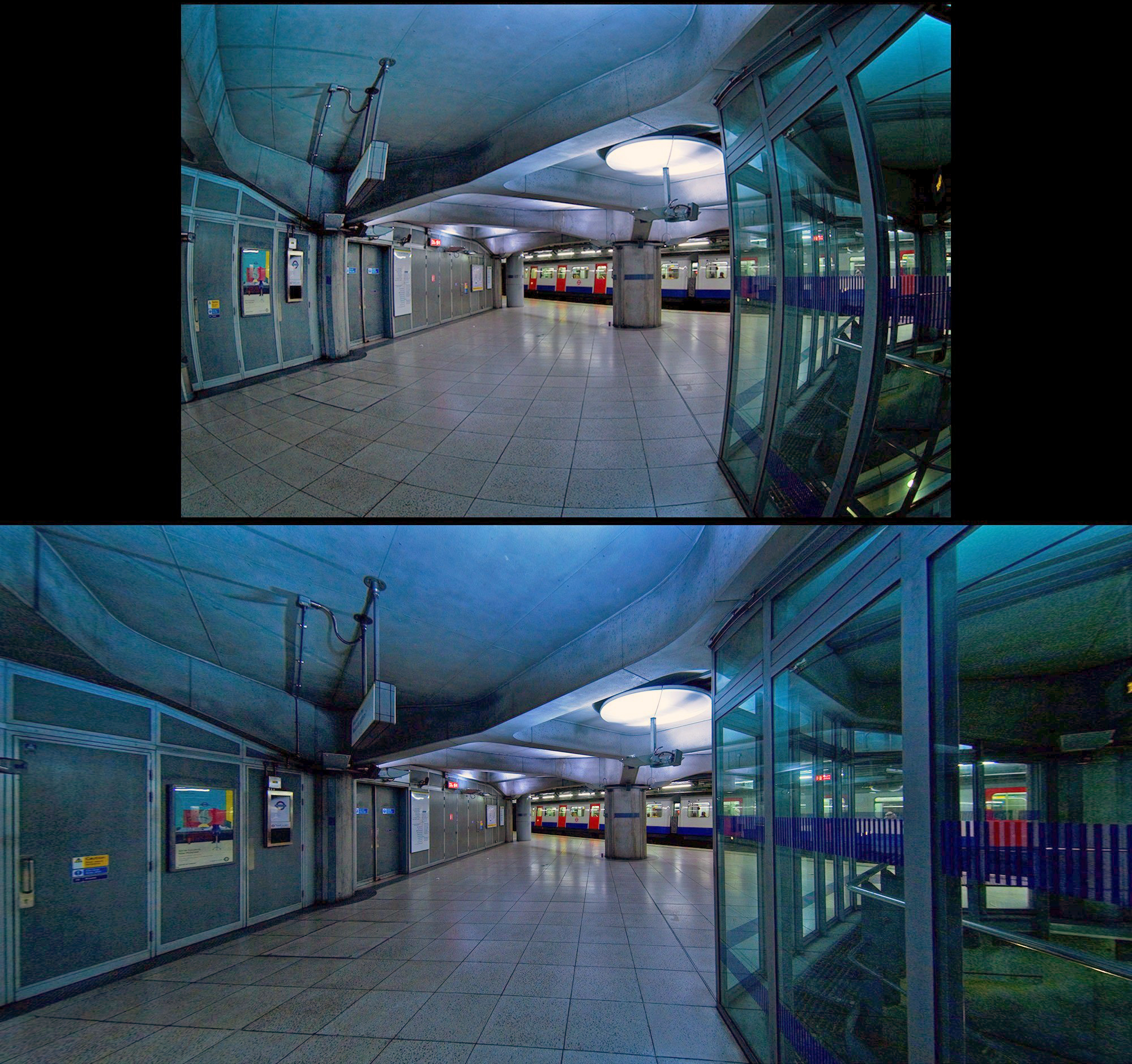